# Calamotropha indica
Calamotropha indica là một loài bướm đêm trong họ Crambidae.